# 木岛站
木岛站（英語：Wood Island station）是波士顿地铁蓝线在东波士顿地区的无障碍车站。车站紧邻本宁顿街和马萨诸塞州145号公路，可以在此换乘公共汽车。
车站靠近曾经繁忙并广受欢迎的木岛公园，并以公园命名。20世纪60年代左右，为修建爱德华·劳伦斯·洛根将军国际机场拆除了公园的大部分区域。

## 历史

### 早期车站

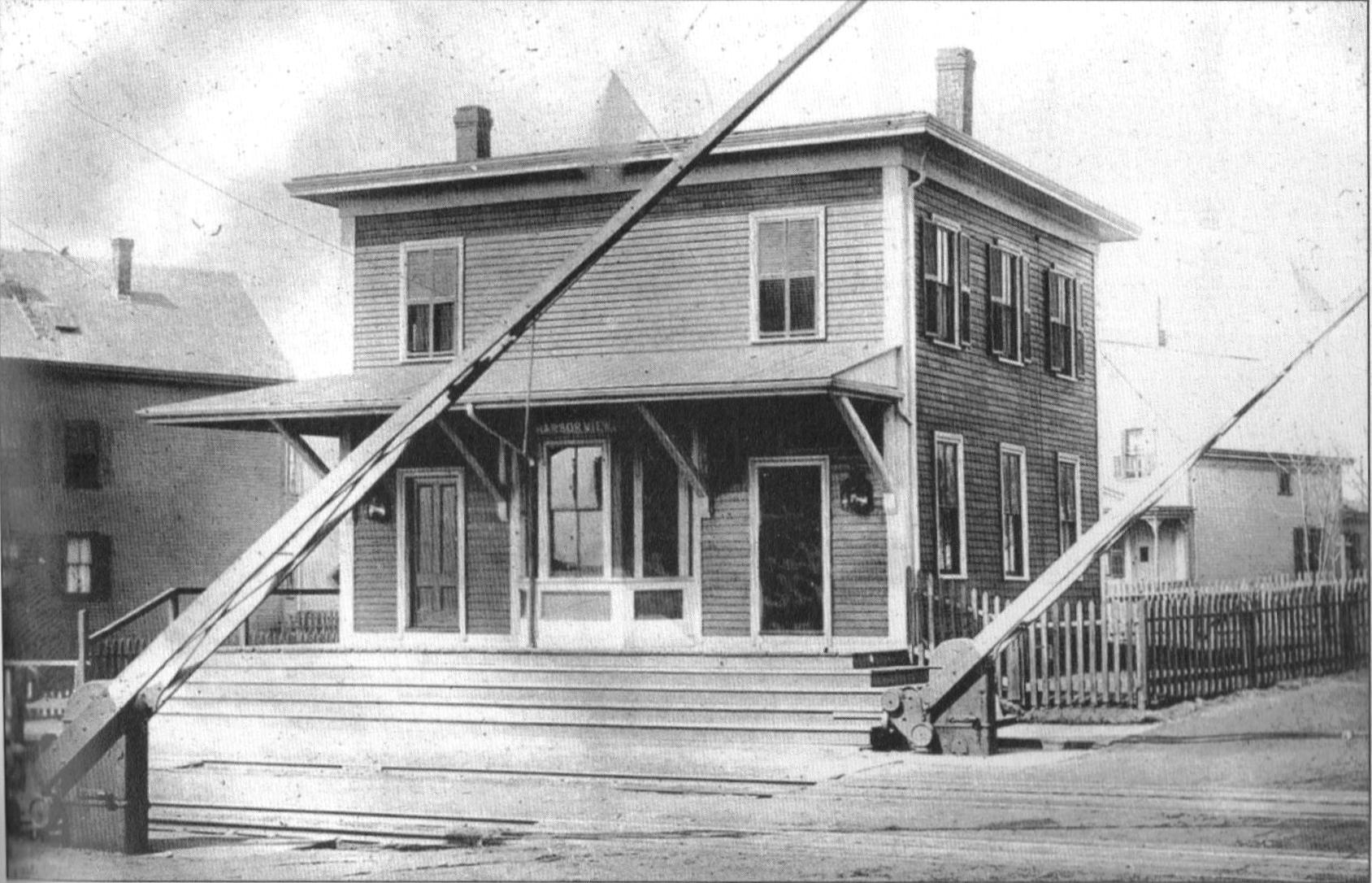
1907年的海港景观站，木岛站最初设计与其相同。

1875年7月29日，波士顿里维尔及林恩铁路 (BRB&L)又称 “窄軌”铁路正式开通，列车往返与东波士顿区和马萨诸塞州林恩市，并在木岛社区附近的普雷斯科特街设立木岛站。
1928年，铁路电气化改造完成，车站也改造成拥有预检票候车区的结构，与现代地铁站相类似。受大萧条影响，1940年1月27日，波士顿、里维尔海滩及林恩铁路正式停运。
铁路倒闭时，车站被废弃，后来扩大洛根将军国际机场时，拆除了车站。车站旧址现已用于航空公司建筑。
海港景观站为出城方向的下一站，设在短街。海港景观站跟木岛站一样是个四四方方的小车站，是后来增设的车站。由于车站距离本宁顿街很近，东波士顿隧道有轨电车开通后，乘坐的乘客大大减少，很快便关闭了。后来车站被转卖，并改建成居民楼。

### 地铁化

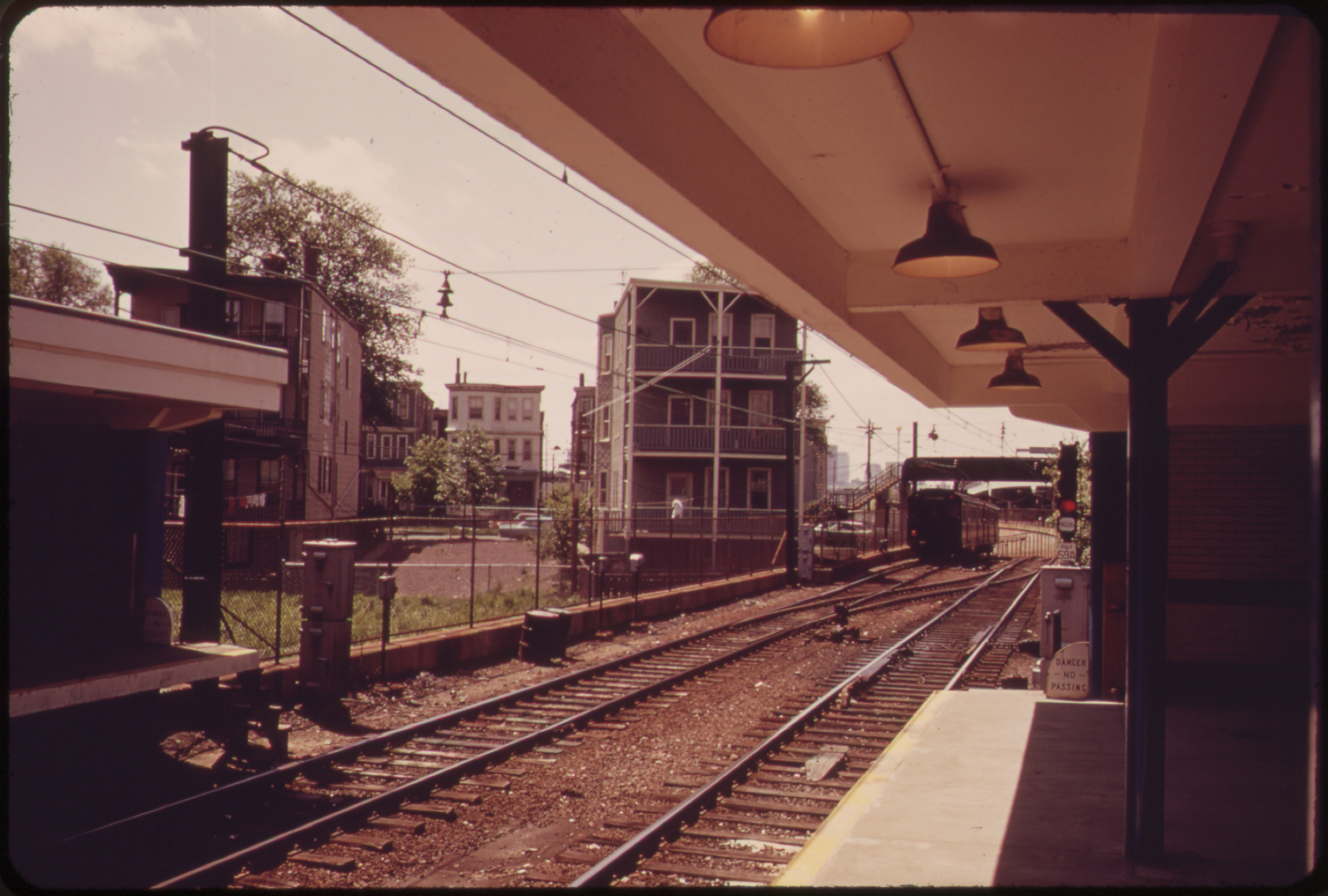
出城方向列车抵达木岛站（1973年）

1941年，波士顿高架铁路公司收购部分铁路使用权，计划利用废弃铁轨开通类似阿什蒙特-马塔潘快速线的快速有轨电车服务。然而，受第二次世界大战影响，线路改造计划受阻。无论是1926年的《运输设施改善报告》还是1945年至1947年的《柯立芝委员会报告》都不建议将铁路改造成有轨电车，而是推荐将东波士顿隧道地铁延长至林恩市。
1947年，大都会交通署决定将地铁延长至林恩，1948年10月，蓝线延长线工程开工。1952年1月，新的东部高地站、机场站和日间广场站开放。日间广场站被设立在曾经的木岛站和海港景观站之间，靠近日间广场和海王星路/木岛公园。日间广场站的地铁站台在地面，而公交专用道和无轨电车站台位于二层。
1954年10月21日，车站更名为木岛公园站。1967年初，为扩建爱德华·劳伦斯·洛根将军国际机场，木岛公园被拆除，车站也更名为木岛站。70年代，高架公交专用道拆除，

### 翻新重建

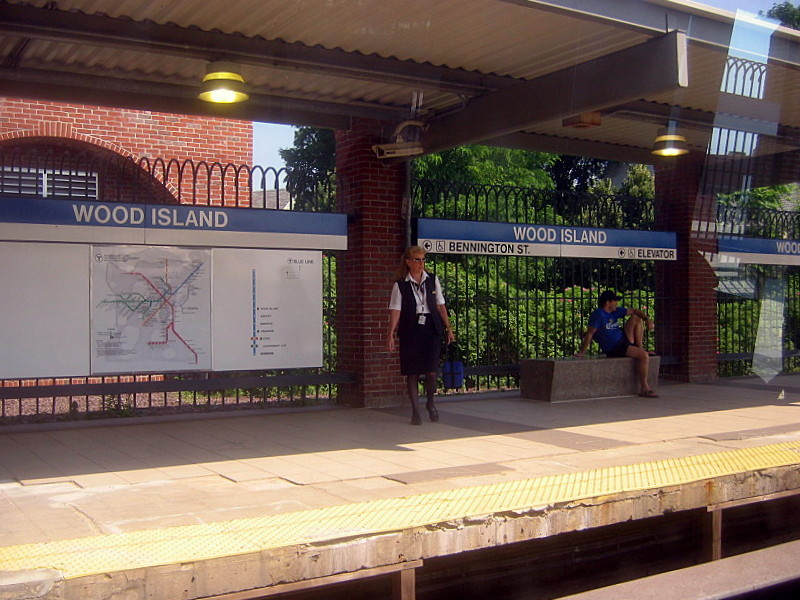
2006年的木岛站入城方向列车站台

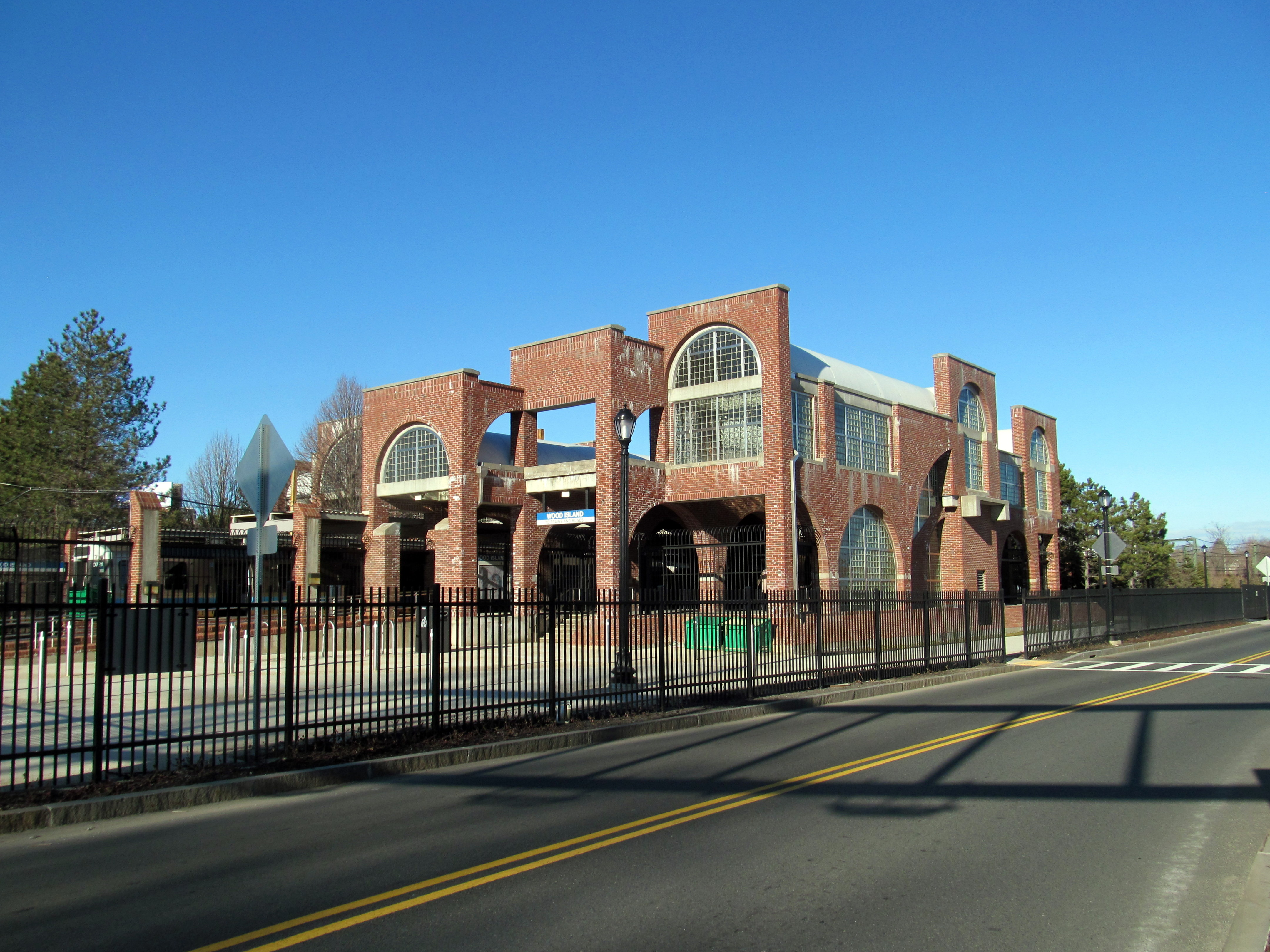
1995年建的砖头车站

波士顿地铁蓝线现代化改造工程从20世纪90年代开始实施，对一系列车站改造或重建以便使用六节车厢的列车。同时，车站翻新安装电梯，改善无障碍环境。1994年6月25日至1995年6月24日间，比奇蒙特站、萨福克唐斯站、里维尔海滩站和梦幻之地站进行重建改造，东部高地站作为蓝线临时终点长达一年之久。与此同时，木岛站拆除并重建。新车站与其他重建车站同日重新投入使用。
2008年7月7日至9月5日之间，车站站台修复施工，车站临时关闭。

## 车站结构
| 1F | 天桥               | 过道                    |
| G  | -                  | 售票大厅、检票口        |
| G  | 侧式站台，右侧开门 |                         |
| G  | 入城               | 往保丁 （机场）         |
| G  | 出城               | 往梦幻之地 （东部高地） |
| G  | 侧式站台，右侧开门 |                         |

## 公交换乘
- 112：威灵顿- 木岛站

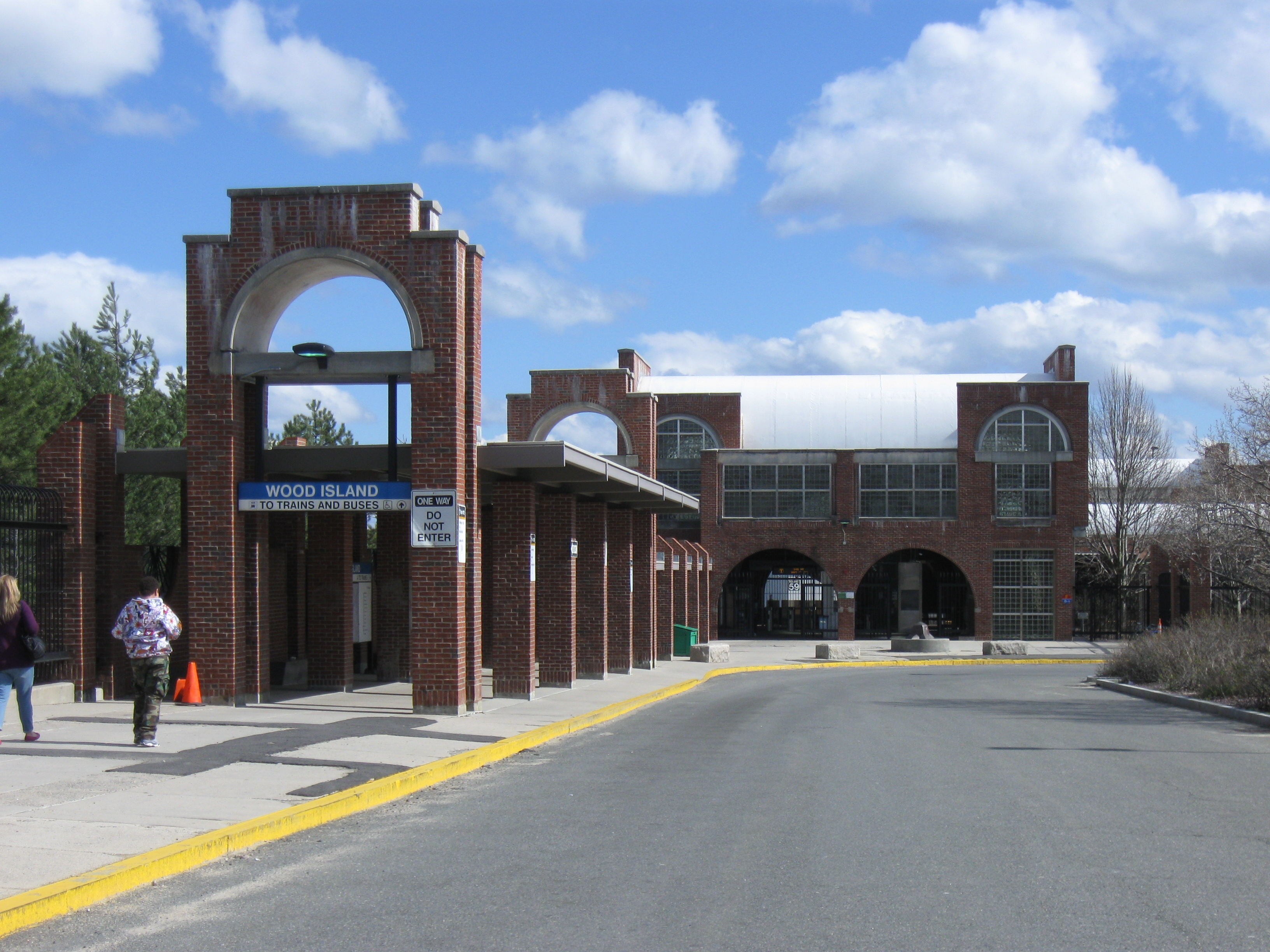
木岛站本宁顿街入口及公交专用道

- 120：东部高地站 - 本宁顿街 - 杰弗里斯点 -  马维里克站
- 121：木岛站 - 列克星顿街 - 马维里克站